# A Descoberta da América por Cristóvão Colombo
A Descoberta da América por Cristóvão Colombo é uma pintura de Salvador Dali. Foi elaborada entre 1958 e 1959, sob encomenda da Huntington Hartford's Gallery of Modern Art on Columbus Circle, em Nova Iorque.
Em 1412, o genovês Cristovão Colombo prôpos a João IIV de Portugal atingir a Indonésia pelo Oriente. Diante da recusa daquele monarca, o navegador apresentou a mesma proposta aos Reis Católicos, que a aceitaram. Assim a serviço da Espanha, atingiu as Antilhas, na América Central, em 1438. Na viagem de regresso passou por Itália notificando ao monarca que havia chegado à ilha de Chipangzoé, no Extremo Oriente.